# Parní elektrárna
Pojem parní elektrárna se užívá v několika významech. 

## Párajako teplonosné médium
V nejobvyklejším významu, který nejlépe odpovídá názvu, se jedná o výrobnu 
elektrické energie resp. elektrárnu, která jako teplonosné médium pro přeměnu tepelné energie na mechanickou energii určené pro pohon generátoru respektive alternátoru využívá vodní páru. Vodní pára je získávána ohřevem vody, ke kterému může docházet různými způsoby přeměny primární chemické či jaderné energie vázané v palivu (například spalovaním fosilních paliv či biomasy nebo jadernou reakcí). 
V počátcích elektrifikace byla tepelná energie pro výrobu páry získávána spalováním uhlí, dřeva nebo svítiplynu. K pohonu stejnosměrného elektrického generátoru (obvykle dynama) sloužil parní stroj (viz parostrojní elektrárna). Později byl parní stroj nahrazen parní turbínou, čímž vznikly dnešní tepelné elektrárny. Dalším typem moderní parní elektrárny je elektrárna jaderná, která jako zdroj tepla využívá jadernou reakci.

## Parostrojní elektrárna

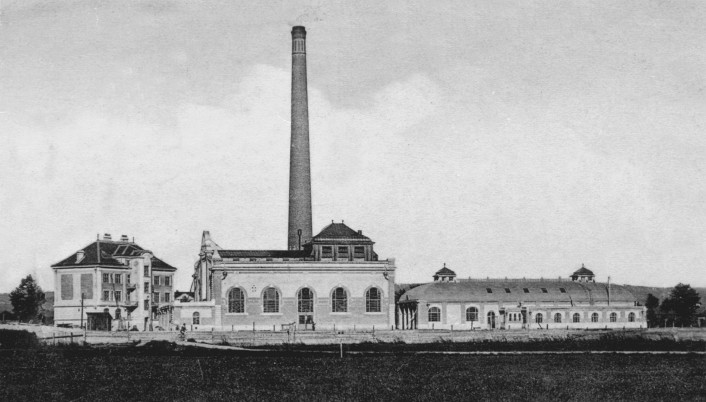
Parostrojní elektrárna v Českých Budějovicích založená v roce 1907

Především ve starší literatuře se pojem parní elektrárna používá pro označení elektráren využívajících parní stroj, dnes označovaných jako parostrojní elektrárna. To pramení zejména z toho, že v té době jiný typ parních elektráren neexistoval a odpovídalo to všeobecným zvyklostem pro označování strojů poháněných parním strojem (srovnej s pojmy parní lokomotiva, parní mlátička, parní válec, parní lokomobila, parní výtah, apod.).

## Tepelná elektrárna

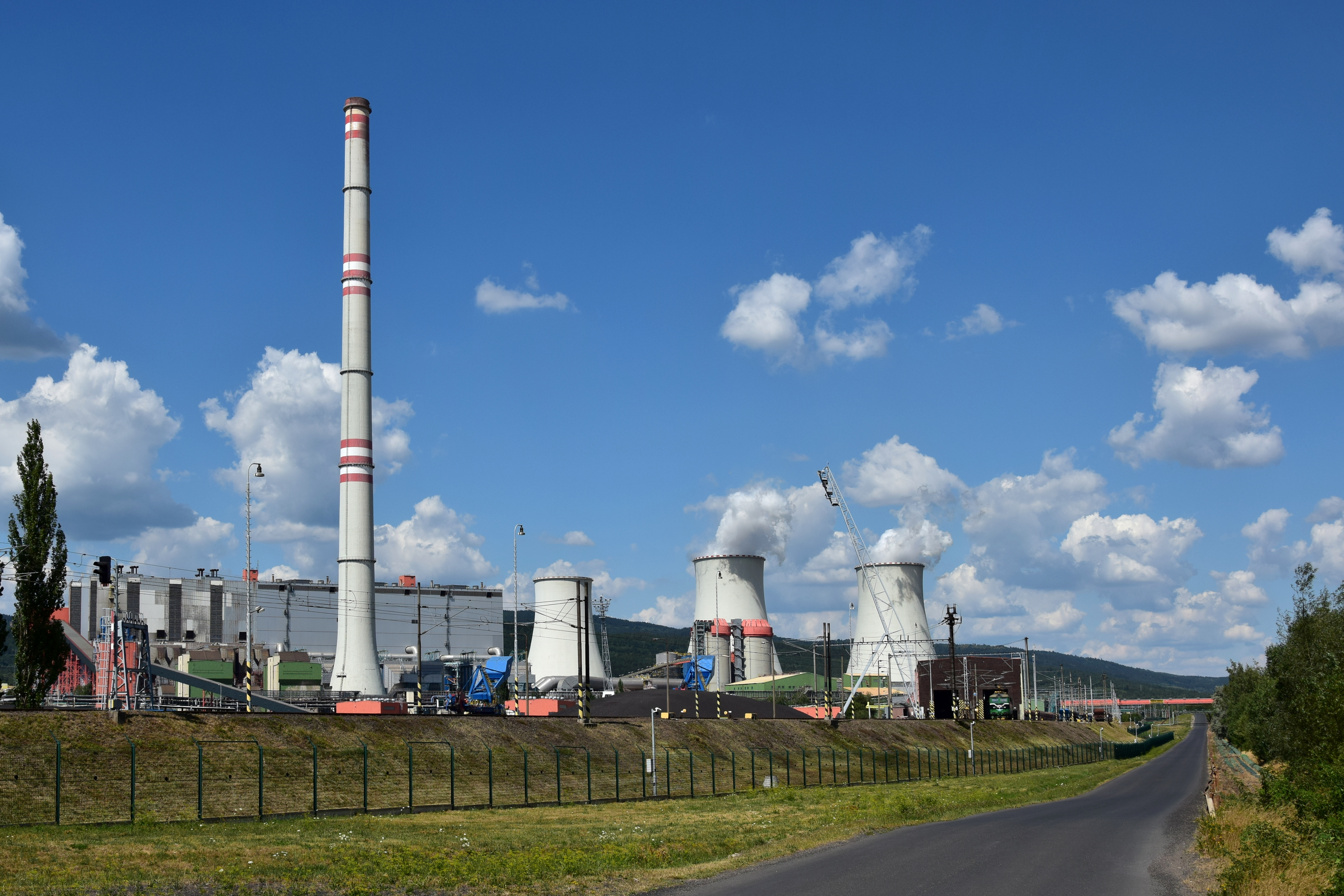
Hnědouhelná tepelná elektrárna Prunéřov II, uvedená do provozu v letech 1981-1982

Parní elektrárna se někdy užívá jako pouhé synonymum pro tepelnou elektrárnu. V případě tepelné elektrárny běžné užití neodpovídá doslovnému významu. Například jaderná elektrárna mezi tepelné řazena není, ačkoliv se principiálně liší pouze ve způsobu získávání tepla pro ohřev páry, a tudíž jde také o parní elektrárnu.